# Vojtech Mihálik
Vojtech Mihálik (30 de marzo de 1926, Dolná Streda – 3 de noviembre de 2001, Bratislava) fue un poeta, traductor, columnista y político eslovaco y checoslovaco miembro del Partido Comunista de Eslovaquia (KSS, por sus siglas en eslovaco). Fue diputado del Consejo Nacional Eslovaco y de la Cámara de las Naciones de la Asamblea Federal de Checoslovaquia durante la Normalización.

## Biografía
Nació en una familia de clase trabajadora y recibió su educación en Sereď, en la escuela primaria católica de Trnava y en los años 1945-1949 en la Facultad de Filosofía de la Universidad Comenius de Bratislava, donde estudió eslovaco y filosofía. Después de graduarse, trabajó como editor en los años 1949-1950 en la editorial Kniha y en 1950-1951 en la editorial Slovenský spisovatel; en los años 1952-1954 en la revista militar Československý voják, donde trabajó durante su servicio militar básico. En el periodo 1954-1959 fue secretario de la Unión de Escritores Eslovacos y en 1965-1967 fue primer secretario y presidente de este sindicato. En los años 1960-1964 regresó a la editorial Slovenský spisovatel como redactor jefe, en 1968-1969 se dedicó exclusivamente a actividades literarias, en los años 1971-1973 trabajó como asesor experto en la oficina del primer ministro, luego en 1974-1977 intentó dedicarse exclusivamente a su obra literaria y en los años 1977-1985 fue director de la editorial Slovenský spisovatel.
Durante mucho tiempo se dedicó a los jóvenes amantes de la poesía, muchos de los cuales publicaron posteriormente recopilaciones de poesía en forma de libros, en Nové slová mnojách, un suplemento del periódico Nové slová. Vojtech Mihálik impidió que muchos poetas de la entonces generación más joven y media publicaran, entre ellos I. Štrpkovi, Š. Moravčík, M. Richter y J. Švantner, quienes, gracias a sus intervenciones políticas, fueron total o parcialmente excluidos de la vida literaria, especialmente en los años 1970 (algunos de ellos hasta finales de los años 1980).
También se involucró en la política. En los años 1962-1989, fue miembro del Comité Central del Partido Comunista de Eslovaquia. En los años 1966-1981, fue miembro del Comité Central del KSS. En las elecciones de 1964, se convirtió en miembro del Consejo Nacional Eslovaco (SNR). Estuvo en el SNR hasta 1981.
En junio de 1967 participó en el IV Congreso de la Unión de Escritores Checoslovacos, donde leyó un saludo de Lac Novomeský, un político y artista comunista eslovaco que fue encarcelado durante los juicios políticos de la década de 1950. El congreso estuvo dominado por ponencias significativamente críticas sobre la situación cultural y política en Checoslovaquia. Sin embargo, Mihálik, junto con algunos otros artistas, firmó una declaración en la que pedía que las cuestiones políticas no se resolvieran en la convención.
En 1968, apoyó un rápido cambio en la estructura jurídica de Checoslovaquia. El 9 de abril, cuando Vasiľ Biľak informó en una reunión del Comité Central del KSS durante el debate  en el Comité Central del Partido Comunista de Checoslovaquia (KSČ, del cual el KSS formaba parte) sobre el estatus de Eslovaquia, Mihálik fue el primer funcionario público que se pronunció a favor de la organización confederal del Estado, afirmando que debería ser adoptada antes del 50 aniversario de la fundación de Checoslovaquia, en octubre de 1968. Se encontraba entonces entre los funcionarios comunistas conservadores. El 20 de abril de 1968 dimitió de la redacción del periódico Kultúrny život, oficialmente por desacuerdo con lo que creía que era una tendencia proisraelí de la guerra árabe-israelí. El historiador Jan Rychlík, sin embargo, cree que la verdadera razón fue el desacuerdo con el proceso de democratización de la Primavera de Praga.
Aunque Mihálik se opuso a la invasión de Checoslovaquia por las tropas del Pacto de Varsovia, se involucró artística y políticamente a favor de la Normalización.
Después de la federalización de Checoslovaquia, ocupó un escaño en la Cámara de las Naciones de la Asamblea Federal. No adquirió el mandato adicional hasta junio de 1970. Fue nominado al parlamento federal por el Consejo Nacional Eslovaco. Defendió su mandato en las elecciones de 1971 (circunscripción de la región de Eslovaquia Occidental) y en las elecciones de 1976 (circunscripción de Jaslovské Bohunice). Estuvo en la Asamblea Federal hasta el final de su mandato, es decir, hasta las elecciones de 1981.

## Obras
Comenzó a escribir poemas durante sus estudios secundarios y publicó sus obras en las revistas Plameň, Rozvoj, Nový svet y Elán. Hizo su debut literario en 1947 con la colección Anjeli. A través de sus obras apoyó abiertamente el régimen comunista y criticó el capitalismo. También expresó su oposición a la amenaza de guerra. En sus letras de orientación social, destacó principalmente el destino infeliz de las mujeres: viudas, mujeres abandonadas y sin hijos, ancianas judías cuyas vidas se vieron cruelmente afectadas por la guerra. Además de su propia obra, también se dedicó a traducciones de la literatura antigua, griega y romana (Sófocles, Aristófanes, Ovidio), de la poesía polaca (Julian Tuwim, Stanisław Jerzy Lec y otros), pero también de la literatura italiana, francesa y estadounidense.

### Poesía
- 1947 – Anjeli
- 1950 – Plebejská košeľa
- 1952 – Spievajúce srdce
- 1953 – Ozbrojená láska
- 1955 – Neumriem na slame
- 1960 – Archimedove kruhy
- 1963 – Vzbúrený Jób
- 1963 – Tŕpky
- 1964 – Appassionata
- 1965 – Útek za Orfeom
- 1966 – Sonety pre tvoju samotu
- 1968 – Rekviem, báseň
- 1969 – Čierna jeseň
- 1975 – Trinásta komnata
- 1978 – Posledná prvá láska
- 1981 – Erotikon
- 1983 – Účasť
- 1985 – Básne a vyznania
- 1986 – Slnečný čas
- 1987 – Nárek
- 1989 – Impertinencie a iné smútky
- 1989 – Pakľúčová dierka
- 1990 – Velebný pán z Maduníc
- 1992 – C. k. musicus Mozart
- 1996 – Rodisko
- 1998 – Bájky na podvečer, čiže Malý živočíchopis

### Selección de poesía
- 1957 a 1971 – Lyrika
- 1973/1974 – Básně I.–II.

### Para niños y jóvenes
- 1962 – Kým ja spinkám

### Periodismo
- 1973 – Človek proti slepote

### Traducciones
- 1955 – Julian Tuwim: V době květu (En la flor de la vida)
- 1964 – Ovidio: Léky proti lásce (Remedios de amor)
- 1965 – Sófocles: Vládce Oidipus (Edipo rey)
- 1965 – Lawrence Ferlinghetti: Smutná nahá jezdkyně (Ján Vilikovský) (El triste jinete desnudo)
- 1970 – Aristófanes: Lysistrata (Lisístrata)
- 1970/1972 – Publius Ovidius Naso: Umění milovat I.–III. (Arte de amar)
- 1974 – Sófocles: Vládce Oidipus (Edipo rey)
- 1976 – Julian Tuwim: Vzdálený tygr (Tigre lejano)
- 1980 – Moliere: Škola žen, Učené ženy, Tartuffe, Mizantrop (La escuela de mujeres, Las mujeres sabias, Tartufo, El misántropo)
- 1980 – Safo: Písně (Canciones)
- 1981 – Fráňa Šrámek: Raport (Informe)
- 1982 – Petr Bezruč: Slezské písně (Cantos de Silesia)
- 1986 – Eurípides: Médea (Medea)
- 1989 – Jiří Wolker: Básnické dílo (Obra poética)
- 1996 – Esquilo: Oresteia. Přikovaný Prométeus (Orestíada. Prometeo encadenado)
- 1979 – Preklady, výběr z překladů (Traducciones, selección de traducciones)